# Phil Rosen
Phil Rosen (Marienburg, 8 maggio 1888 – Hollywood, 22 ottobre 1951) è stato un regista e direttore della fotografia statunitense di origine tedesca. Fu uno dei membri fondatori dell'ASC, l'American Society of Cinematographers.

## Biografia
Rosen, regista e direttore della fotografia, diresse 142 film tra il 1915 e il 1949. Nato in Prussia a Marienburg (attualmente Malbonk, Polonia), fu uno dei membri fondatori dell'American Society of Cinematographers (ASC). Lavorò come direttore della fotografia in alcuni film interpretati da Theda Bara. Nel 1925, la MGM gli affidò la regia di alcune scene da rigirare di un film di Josef von Sternberg, Il delizioso peccatore.
Fu soprattutto un regista di genere: girò alcuni film di Charlie Chan, molti western, horror e thriller. Saltuariamente, fu anche produttore, aiuto regista e sceneggiatore.
Si sposò con la modella, attrice e danzatrice Joyzelle Joyner.

## Filmografia parziale

### Regista

#### 1915
- The Beachcomber (1915)

#### 1919
- The Double Hold-Up (1919)

#### 1920
- The Jay Bird (1920)
- West Is Best (1920)
- Roarin' Dan (1920)
- The Sheriff's Oath (1920)
- The Road to Divorce (1920)
- The Path She Chose (1920)
- Are All Men Alike? (1920)

#### 1921
- The Lure of Youth (1921)
- Extravagance (1921)
- The Little Fool (1921)

#### 1922
- Handle with Care (1922)
- The World's Champion (1922)
- Across the Continent (1922)
- The Bonded Woman (1922)
- Il giovane Rajah (The Young Rajah) (1922)

#### 1924
- The Dramatic Life of Abraham Lincoln (1924)
- Being Respectable (1924)
- Lovers' Lane (1924)
- This Woman (1924)

#### 1925
- The Bridge of Sighs (1925)
- The Heart of a Siren (1925)
- The White Monkey (1925)
- Wandering Footsteps (1925)

#### 1926
- Il delizioso peccatore (Exquisite Sinner), co-regia Josef von Sternberg (1926)
- A Woman's Heart (1926)
- The Adorable Deceiver (1926)
- Rose of the Tenements (1926)

#### 1927
- Stolen Pleasures (1927)
- California or Bust (1927)
- Salvation Jane (1927)
- Heaven on Earth (1927)
- In the First Degree (1927)
- Closed Gates (1927)
- Thumbs Down (1927)
- The Woman Who Did Not Care (1927)
- The Cruel Truth (1927)
- Stranded (1927)
- The Cancelled Debt (1927)
- Pretty Clothes (1927)

#### 1928
- Burning Up Broadway (1928)
- Marry the Girl (1928)
- Vivere! (The Branded Man), co-regia di Scott Pembroke (1928)
- Modern Mothers (1928)
- Undressed (1928)
- The Apache (1928)

#### 1929
- The Faker (1929)
- The Peacock Fan (1929)
- The Phantom in the House (1929)

#### 1930
- The Rampant Age (1930)
- Worldly Goods (1930)
- Second Honeymoon (1930)
- Extravagance (1930)
- Lotus Lady (1930)

#### 1931
- El código penal, co-regia di Julio Villarreal (1931)
- L'antro della morte (The Two Gun Man) (1931)
- I banditi del fiume rosso (Alias the Bad Man) (1931)
- Arizona Terror (1931)
- Il passo del lupo (Range Law) (1931)
- Branded Men (1931)
- Solo contro tutti (The Pocatello Kid) (1931)

#### 1932
- The Gay Buckaroo (1932)
- Lo sceriffo (Texas Gun Fighter) (1932)
- Il cavaliere della prateria (Whistlin' Dan) (1932)
- Lena Rivers, regia di Phil Rosen (1932)
- A Man's Land (1932)
- The Vanishing Frontier (1932)
- Klondike (1932)
- Young Blood (1932)
- Self Defense (1932)

#### 1933
- Il mistero della radio (The Phantom Broadcast) (1933)
- Black Beauty (1933)
- Kiss of Araby
- La sfinge (The Sphinx) co-regia Wilfred Lucas (non accreditato) (1933)
- The Devil's Mate
- Hold the Press
- Shadows of Sing Sing

#### 1934
- Beggars in Ermine (1934)
- Picture Brides (1934)
- Cheaters (1934)
- Take the Stand (1934)
- A Lost Lady
- Dangerous Corner (1934)
- Forbidden Territory (1934)
- Woman in the Dark  (1934)
- Piccoli uomini (Little Men) (1934)
- West of the Pecos (1934)

#### 1935
- Death Flies East (1935)
- Unwelcome Stranger (1935)
- Born to Gamble (1935)
- The Calling of Dan Matthews  (1935)

#### 1936
- Tango
- The Bridge of Sighs (1936)
- Brilliant Marriage (1936)
- Three of a Kind (1936)
- Easy Money (1936)
- It Couldn't Have Happened (But It Did)
- Missing Girls
- The President's Mystery
- Ellis Island

#### 1937
- Two Wise Maids (1937)
- Jim Hanvey, Detective (1937)
- It Could Happen to You! (1937)
- Roaring Timber (1937)
- Youth on Parole (1937)

#### 1938
- The Marines Are Here (1938)

#### 1939
- Ex campione (Ex-Champ) (1939)
- Missing Evidence (1939)

#### 1940
- Double Alibi
- Forgotten Girls
- The Crooked Road (1940)
- La via dell'oro (Queen of the Yukon) (1940)
- Il fantasma della città (Phantom of Chinatown) (1940)

#### 1941
- Una donna è scomparsa (Roar of the Press) (1941)
- La colpa di Rita Adams (Paper Bullets) (1941)
- Murder by Invitation
- The Deadly Game
- Spooks Run Wild
- I Killed That Man
- Road to Happiness

#### 1942
- Man with Two Lives
- Mystery of Marie Roget

#### 1943
- You Can't Beat the Law
- A Gentle Gangster
- Wings Over the Pacific

#### 1944
- Charlie Chan in the Secret Service
- Charlie Chan in The Chinese Cat (1944)
- Return of the Ape Man
- Call of the Jungle
- Black Magic (1944)
- Army Wives (1944)

#### 1945
- The Jade Mask
- The Scarlet Clue
- The Cisco Kid in Old New Mexico
- Captain Tugboat Annie
- The Strange Mr. Gregory
- The Red Dragon

#### 1946
- The Shadow Returns, co-regia di (non accreditato) William Beaudine (1946)
- Step by Step (1946)

#### 1948
- Sins of the Fathers

#### 1949
- The Secret of St. Ives

#### 1951
- Front Page Detective

### Aiuto regista
- Fool's Gold, regia di Laurence Trimble (1919)
- Sparvieri di fuoco (Thunder Birds: Soldiers of the Air), regia di William A. Wellman - regista 2ª unità  (1942)

### Direttore della fotografia
- Barriera di sangue (The Heart of Maryland), regia di Herbert Brenon (1915)
- The Two Orphans, regia di Herbert Brenon (1915)
- The Soul of Broadway, regia di Herbert Brenon (1915)
- Blazing Love, regia di Kenean Buel (1916)
- Her Double Life, regia di J. Gordon Edwards (1916)
- Il pirata dell'amore (The Vixen), regia di J. Gordon Edwards (1916)
- The Darling of Paris, regia di J. Gordon Edwards (1917)
- Heart and Soul, regia di J. Gordon Edwards (1917)
- The Spreading Dawn, regia di Laurence Trimble (1917)
- Tangled Lives, regia di J. Gordon Edwards (1917)
- A Little Brother of the Rich, regia di Lynn Reynolds (1919)